# Домуздере
Вижте пояснителната страница за други значения на Домуз дере.
Домуздере, още Домуз дере, Януздере или Юнусдере (на гръцки: Νίψα, Нипса), е село в Република Гърция, дем Дедеагач, област Източна Македония и Тракия с 466 жители (2001).

## География
Селото е разположено в историческата област Западна Тракия, североизточно от град Дедеагач (Александруполи), в южното подножие на ниската планина Пеперуда (Вуна Евру).

## История
В „Етнография на вилаетите Адрианопол, Монастир и Салоника“, издадена в Константинопол в 1878 година и отразяваща статистиката на населението от 1873, Домуз дере (Domouz-déré) е посочено като село с 230 домакинства и 1100 жители българи.
Според Анастас Разбойников в 1830 година Домуздере наброява 215 български къщи, в 1878 - 230, в 1912 – 256, а в 1920 – 201.
При избухването на Балканската война през 1912 година 4-ма души от селото са доброволци в Македоно-одринското опълчение.
Според статистиката на професор Любомир Милетич в 1912 година в Домуздере има 200 екзархийски български семейства.

## Личности
Родени в Домуздере
- Бойко Ружев (1890 – ?), македоно-одрински опълченец, кръчмар, 1 рота на 11 сярска дружина[5]
- Бойко Чавдаров (1880 – 1908), революционер от ВМОРО
- Георги Гебешев (? – 1923), български революционер, войвода на ВТРО, загинал в сражение с гръцки войски на 29 август 1923 година[6]
- Иван Георгиев Гебешев (1915 – 1943), комунистически деец, секретар на РК на БКП в Харманли[7]
- Кръсто Ружев (1886 – ?), македоно-одрински опълченец, бакалин, 1 рота на 11 сярска дружина, носител на кръст „За храброст“ IV степен[5]
- Никола Янков Гарев (1916 – 1944), комунистически деец, сътрудник на ОК на РМС в Хасково[7]
- Стойко Н. Паскалев (Стайко, Станойко, 1886 – ?), македоно-одрински опълченец, обущар, 2 рота на 10 прилепска дружина, ранен на 7 ноември 1912[8]

Починали в Домуздере
- Димитър Константинов – Елеза или Мутото (1881 – 1906), български революционер от ВМОРО родом от Свиленград, четник при Тане Николов и Бойко Чавдаров в Беломорска Тракия[9]